# Comédie loufoque
Pour les articles homonymes, voir Screwball.

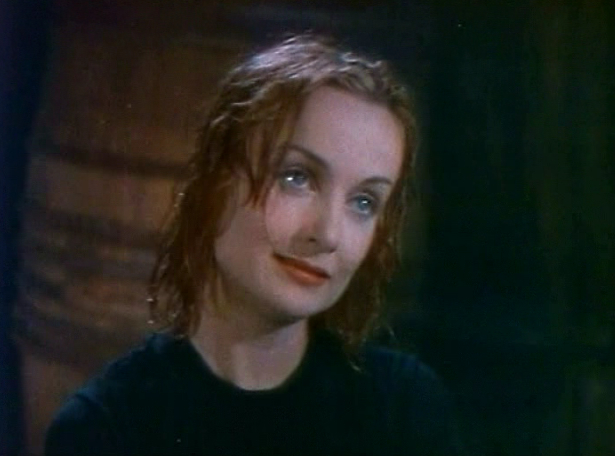
Carole Lombard, une des reines de la comédie loufoque, dans La Joyeuse Suicidée (1937).

La comédie loufoque (en anglais : screwball comedy) est un sous-genre de la comédie hollywoodienne qui combine l'humour burlesque (« slapstick ») et des dialogues vifs, autour d’une intrigue centrée sur des questions de mœurs, notamment les thèmes de la rupture, du divorce, du remariage ou de l'adultère. La comédie loufoque mêle donc des éléments du comique de situation, du comique de gestes, de la comédie romantique et de la farce.
Les limites temporelles de la comédie loufoque sont, à l’image de la définition du genre, difficiles à tracer. Le film de Frank Capra New York-Miami, sorti en 1934, est généralement considéré comme le premier représentant significatif de ce genre et Ginger Rogers est parfois taxée de « reine du genre ». Si son âge d’or se termine avant le milieu des années 1940, des éléments de comédie loufoque continuent d’apparaître, parfois sous la forme d’hommages ou de citations, dans des films ultérieurs. Pour expliquer son déclin, on avance notamment le fait que l'irruption de la Seconde Guerre mondiale et la fin de la Grande Dépression minèrent les codes thématiques qui faisaient la colonne vertébrale du genre, à savoir un exutoire à la misère. Par ailleurs, après la guerre, les personnages féminins du cinéma américain sont devenus un peu plus effacés ; or la forte personnalité des femmes est l'ingrédient le plus notable du genre.
Les comédies romantiques récentes découlent des modèles mis en place par ces comédies loufoques, mais dans une perspective nettement plus conformiste, notamment quant à la place de la femme dans la société ou dans le couple.

## Étymologie
L'expression originale en anglais tire son origine de l'argot américain dans lequel screwball désigne un individu au comportement étrange voire excentrique. Ce terme est lui-même dérivé du jargon du baseball dans lequel la screwball (littéralement « balle vissée » ou « balle dévissée »), appelée en français balle tire-bouchon, est une balle lancée de telle manière que sa trajectoire est imprévisible.

## Éléments de définition
- des personnages féminins libres et aux personnalités fortes
- situation ridicule, farce.
- vivacité des réparties. Empruntant à d'autres genres antérieurs (films de gangster, journalisme ou comédies romantiques...), la  comédie loufoque porte à son apogée la virtuosité des dialogues qui deviendront une de ses marques de fabrique.
- snobisme de classe inversé : convention implicite ou explicite que les gens modestes ont des valeurs supérieures à celles des gens prospères. Les possédants finissent généralement par adopter les valeurs et les attitudes populaires et révéler ainsi la noblesse de leurs sentiments.
- élément romantique. La comédie loufoque met souvent en scène un couple de protagonistes destiné à se compléter mais rencontrant des difficultés à vivre ensemble ou à s'avouer leurs sentiments.
- divorce et remariage. Quelques érudits pointent cet aspect comme étant une évolution dans le code éthique américain vers une plus grande facilité pour le divorce mais avec la réassurance que le mariage reste finalement la meilleure façon de vivre.
- les intrigues tournent souvent autour de la vie d'un riche oisif, entrant en conflit avec un personnage contraint d'avoir une occupation rémunérée.

## Contexte historique
En Europe, les années 1930 sont marquées par la mise en place de régimes totalitaires. La guerre idéologique s'intensifie, prélude de la 2e guerre mondiale. Communisme et fascisme s'opposent pendant que les démocraties tentent d'affirmer un mode de vie qui préserve les libertés individuelles. Hollywood, industrie du divertissement en ces temps anxiogènes, présente des comédies piquantes et absurdes au premier degré mais significatives en arrière-plan : les personnages évoluent dans un matérialisme libéral qui tourne en dérision le matérialisme totalitaire des Staline et Hitler.

## Quelques exemples caractéristiques

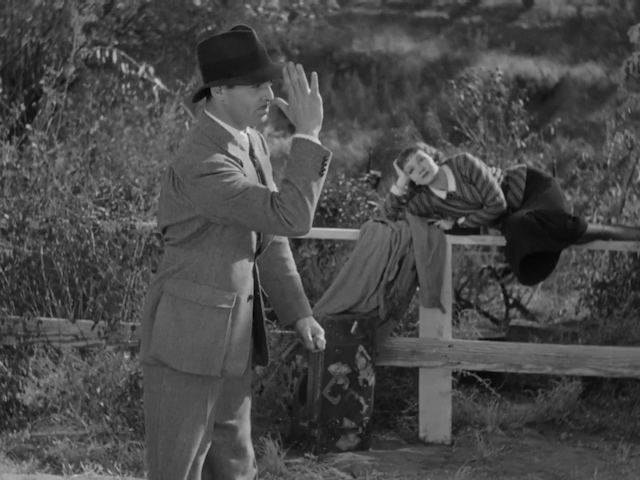
Un des premiers films du genre : New York-Miami avec Clark Gable et Claudette Colbert.

- 1934 : New York-Miami de Frank Capra
- 1934 : Train de luxe de Howard Hawks
- 1935 : Mon mari le patron de Gregory La Cava
- 1936 : Mon homme Godfrey de Gregory La Cava
- 1936 : L'Extravagant Mr. Deeds de Frank Capra
- 1936 : Théodora devient folle de Richard Boleslawski
- 1937 : Cette sacrée vérité de Leo McCarey
- 1937 : La Joyeuse Suicidée de William A. Wellman
- 1938 : L'Impossible Monsieur Bébé de Howard Hawks
- 1938 : La Huitième Femme de Barbe-Bleue de Ernst Lubitsch
- 1938 : Vous ne l'emporterez pas avec vous de Frank Capra
- 1939 : La Baronne de minuit de Mitchell Leisen
- 1940 : La Dame du vendredi de Howard Hawks
- 1940 : Indiscrétions de George Cukor
- 1941 : Un cœur pris au piège de Preston Sturges
- 1941 : Boule de feu de Howard Hawks
- 1942 : Madame et ses flirts de Preston Sturges

## Quelques acteurs de la comédie loufoque

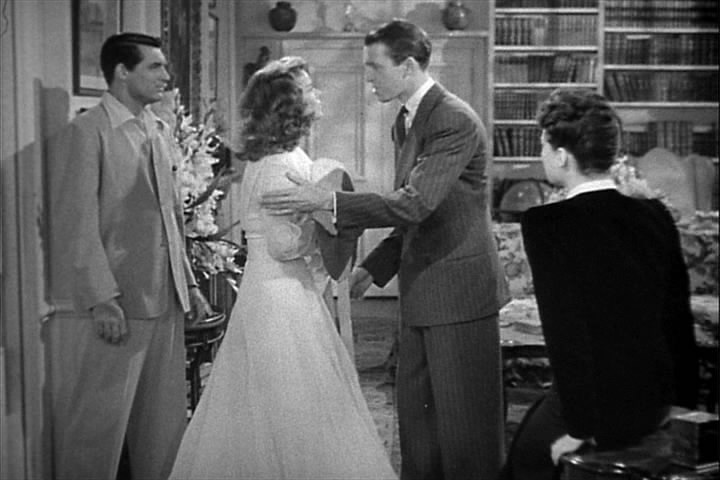
Cary Grant, Katharine Hepburn et James Stewart, acteurs récurrents de la screwball comedy, dans Indiscrétions (1940).

- Jean Arthur
- Claudette Colbert
- Irene Dunne
- Katharine Hepburn
- Carole Lombard
- Ginger Rogers
- Rosalind Russell
- Barbara Stanwyck
- Gary Cooper
- Melvyn Douglas
- Henry Fonda
- Clark Gable
- Cary Grant
- Joel McCrea
- James Stewart

## Films plus récents empruntant à la comédie loufoque
- 1952 : Chérie, je me sens rajeunir de Howard Hawks
- 1959 : Certains l'aiment chaud de Billy Wilder
- 1968 : La Party de Blake Edwards
- 1972 : On s'fait la valise, docteur ? de Peter Bogdanovich
- 1977 : Julie pot de colle de Philippe de Broca
- 1987 : Boire et Déboires de Blake Edwards
- 1989 : Suivez cet avion de Patrice Ambard
- 1994 : Le Grand Saut de Joel et Ethan Coen
- 2000 : O'Brother de Joel et Ethan Coen
- 2018 : En liberté ! de Pierre salvadori
- 2023 : Mon crime de François Ozon